# Edifici d'habitatges al carrer Major, 37 (Puigcerdà)
L'Edifici d'habitatges al carrer Major, 37 és una obra de Puigcerdà (Baixa Cerdanya) inclosa a l'Inventari del Patrimoni Arquitectònic de Catalunya.

## Descripció
Edifici de planta baixa i tres pisos. Façana de composició simètrica, amb obertures verticals. Les corresponents a les dues primeres plantes tenen balcons amb barana de ferro forjat. Amb l'alçada disminueix la importància de les balconades, que són més reduïdes.
Portada amb pilars i dovelles de marbre i escut a la clau. Finestral o antiga fornícula al damunt de la portada, també de marbre. Plantes baixes alterades. Ràfec de coronació.